# Kątnik (Karkonosze)
Kątnik (niem. Bärwinkel, 648 m n.p.m.) – szczyt w Karkonoszach, w obrębie Pogórza Karkonoskiego.
Położony jest w północno-zachodniej części Pogórza Karkonoskiego, w niewielkim ramieniu, odchodzącym na północ od szczytu Grzybowca, biegnącym przez Kątnik i zakończonym Młynikiem. Na północ od Młynika leżą Piechowice.
Jak cały grzbiet, zbudowany jest z granitu karkonoskiego.
Porośnięty lasem regla dolnego.